# سجاد تركي

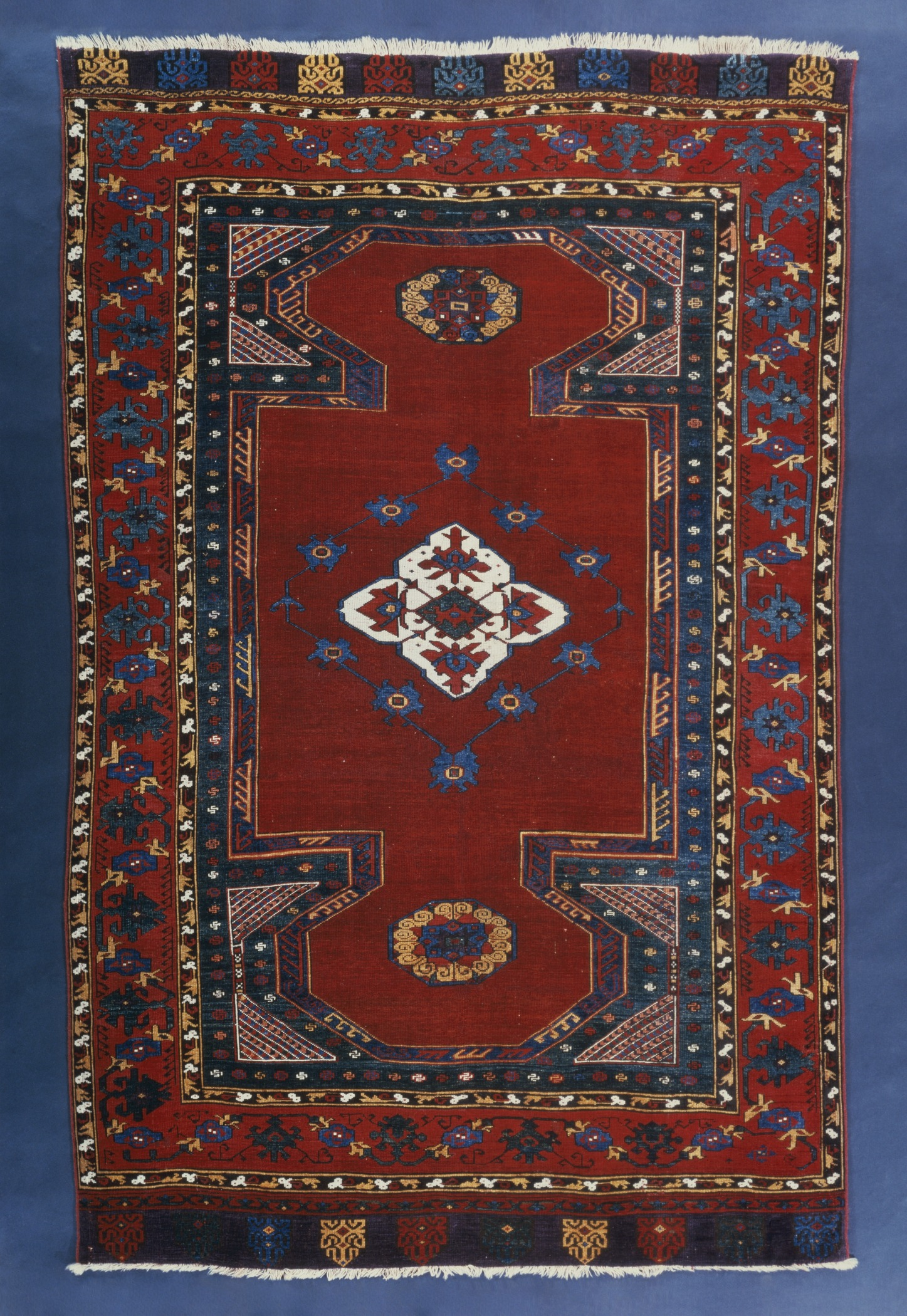
بساط أناضولي مصنوع في منطقة قونية حوالي 1650-1750 م، معروض في متحف مقاطعة لوس أنجلوس.

السجاد التركي هو مصطلح يطلق على الأبسطة والسجاد المنسوج على يد العرقيات المختلفة التي سكنت الأناضول والمناطق القريبة منه التي كانت تحت سلطة الدولة العثمانية. نسج السجاد التركي لتغطية الحوائط والأرضيات، وتتم صناعته للاستخدام المنزلي أو للبيع محليًا أو لتصديره. يتشارك السجاد التركي والكليم كونهما جزءًا أساسيًا من الثقافة الإقليمية، ورغم أنه يعرف اليوم بالسجاد التركي، إلا أنه في الواقع من إنتاج أعراق متعددة.
يعد نسج السجاد من الفنون التقليدية التي يعود تاريخها إلى عصور ما قبل الإسلام. خلال تاريخه الطويل، دمج فن وحرفة السجاد المنسوج بين ثقافات مختلفة، حيث دمج بين التصميم البيزنطي والترك المهاجر من آسيا الوسطى، والأرمني والقوقازي والكردي. ومع دخول الإسلام وتطوّر الفن الإسلامي، تأثر تصميم السجاد التركي بالفن الإسلامي. تعكس تصاميم وزخارف السجاد التركي التاريخ السياسي والعرقي والتنوع في منطقة آسيا الصغرى. ومع ذلك، فشلت المحاولات العلمية حتى الآن، في تمييز تصاميمه بحسب العرق أو المنطقة أو حتى بين الأنماط الحضرية والبدوية.
عندما نشط الاتصال بين أوروبا الغربية والعالم الإسلامي خلال فترة الحروب الصليبية، أصبح السجاد المنسوجة معروفًا أيضًا في أوروبا. وبعد تأسيس خط تجاري مباشر بين أوروبا والدولة العثمانية، أصبح جميع أنواع السجاد يعرف في أوروبا باسم السجاد التركي، بغض النظر عن أصله الفعلي. ومن بين أنواع السجاد الشرقي، يتميز السجاد التركي بخصائص معينة من حيث الأصباغ والألوان والتصاميم، والقوام والتقنيات، فهو عادةً ما يصنع من الصوف والقطن، ويترابط بواسطة عُقد تركية أو متناظرة. وتختلف أحجامه بداية من حجم الوسادة إلى حجم الغرفة. وترجع أقدم قطعه المعروفة إلى القرن الثالث عشر الميلادي، وكان يُنسج في ورش العمل أو في القرى أو بين القبائل والبدو الرحل، كما كان يصنع لاستخدام طبقات المجتمع المختلفة، من مواد متعددة مثل صوف الأغنام والقطن. ولا دلائل على صناعته من الحرير قبل سنة 1870 م، حيث نُسج سجاد حريري تركي في مطلع القرن العشرين تزينه زخارف بخيوط من الذهب والفضة.
ولا يعد السجاد التركي من الفنون في تركيا فقط، بل وفي أنحاء العالم الغربي. ففي أوروبا، ظهر السجاد التركي في رسومات عصر النهضة كدلالة على الهيبة والكرامة، ولا يزال ذلك سائدًا إلى اليوم. ومنذ نهاية القرن التاسع عشر، اهتم مؤرخي الفنون والعلماء في العالم الغربي بدراسة السجاد التركي والشرقي. حديثًا، جذبت أنواع السجاد المنسوج كالكليم والسوماك والسيسيم والزيلي اهتمام جامعي الفنون والعلماء. وفي أواخر القرن العشرين، بدأت مشاريع لإحياء فن نسج السجاد التركي التقليدي باستخدام النسج اليدوي، والأصواف المصبوغة طبيعيًا والتصاميم التقليدية.